# Лансьен, Ноэль
Ноэ́ль Лансье́н (фр. Noël Lancien; 24 декабря 1934, Париж, Франция — 23 июля 1999, Моваж, департамент Мёз, Франция) — французский композитор, дирижёр и музыкальный педагог.

## Биография
Восьмой из одиннадцати детей в семье бретонца-сапожника, Лансьен начал заниматься музыкой в хоре одной из парижских радиостанций. Далее он брал уроки у Робера Планеля и Норбера Дюфурка, затем учился в Парижской консерватории, где среди его учителей были Оливье Мессиан и Дариус Мийо. В 1958 г. за одноактную оперу «Смерть Дон Кихота» (фр. Une mort de Don Quichotte) был удостоен Римской премии. По возвращении из Рима отслужил в армии. В 1964 г. возглавил региональную консерваторию Тулузы, полностью реформировав её. Затем в 1970—1997 гг. был директором Консерватории Нанси, где учредил целый ряд новых учебных курсов (в частности, саксофона, клавесина, академической гитары), основал джазовый ансамбль, а также кардинально расширил учебные помещения, получив для этого в 1986 г. в распоряжение консерватории здание бывшей табачной фабрики.

## Творчество
Автор хоровых и вокальных сочинений на стихи Шекспира, Буало, Франсуа Вийона, Макса Жакоба, Поля Элюара, концерта для трубы с оркестром, фортепианной и другой камерной музыки.